# Jomfru Ane Gade

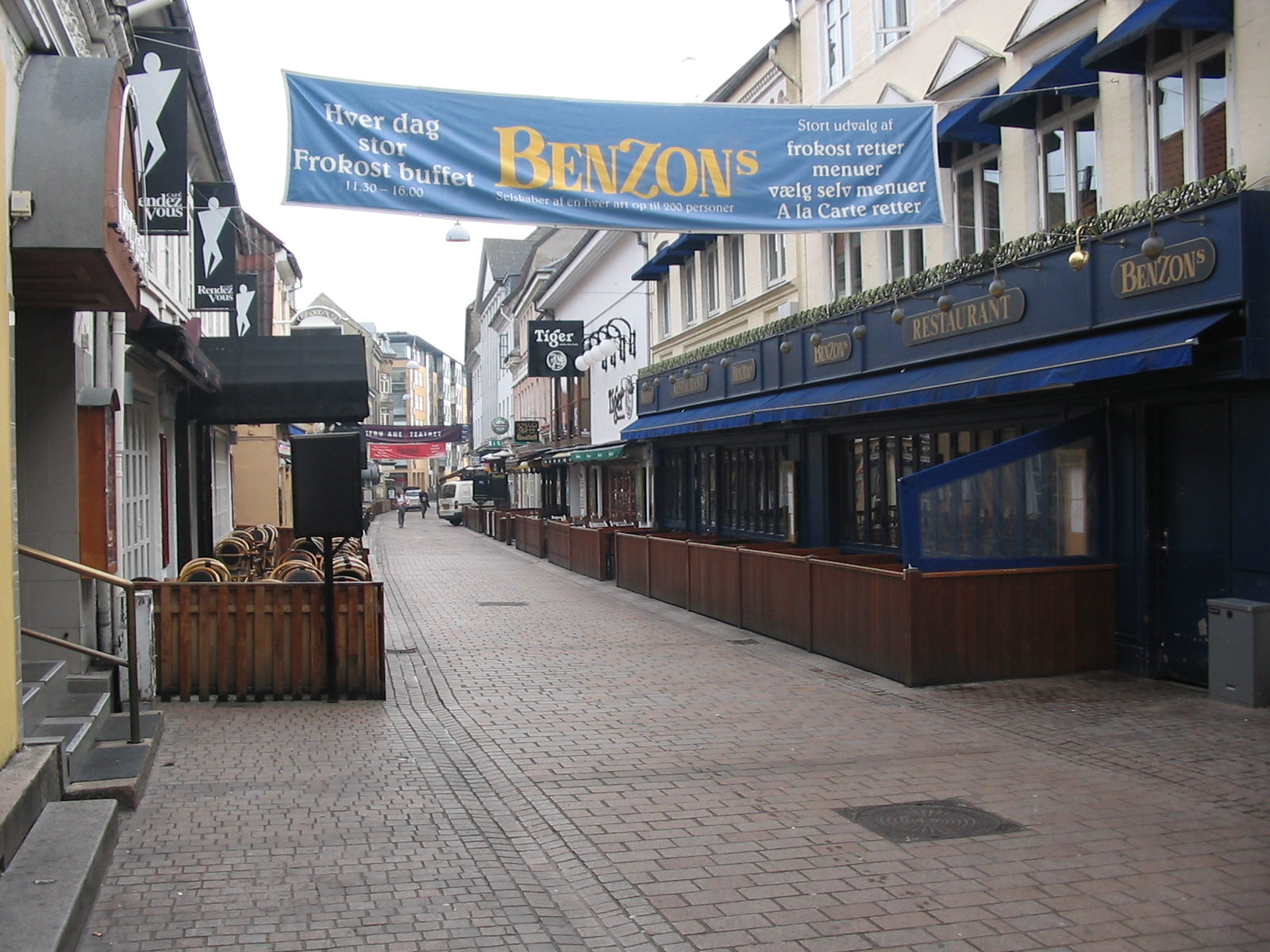
Jomfru Ane Gade

Jomfru Ane Gade (duń. "ulica panny Anny") - jedna z atrakcji Aalborga, miasta w północnej Danii, ulica składająca się wyłącznie z dyskotek, pubów, restauracji, pizzerii i barów.
Ulica położona jest w centrum starej części Aalborga, mniej niż 100 metrów od brzegu cieśniny Limfjorden; jest miejscem, w którym kumuluje się nocne życie miasta.
Każdy z barów znajdujących się na ulicy ma określony, inny od pozostałych, charakter i klimat; całość oferuje więc przegląd trendów, gł. muzycznych, od wczesnych lat 70. XX wieku do współczesnej muzyki elektronicznej i techno.
W barach Jomfru Ane Gade rozgrywa się duża część akcji powieści i filmu Nordkraft Jakoba Ejersbo.
W pierwszych latach XXI wieku co najmniej dwukrotnie personel dyskotek Jomfru Ane Gade spowodował w Danii ogólnokrajowy skandal, gdy okazywało się, że selekcjonerzy barów nie wpuszczają do środka osób o innym niż biały kolorze skóry; w protestach przeciw rasizmowi i ksenofobii na JAG odbywały się w Aalborgu marsze i demonstracje.